# 第87回天皇杯・第78回皇后杯 全日本総合バスケットボール選手権大会

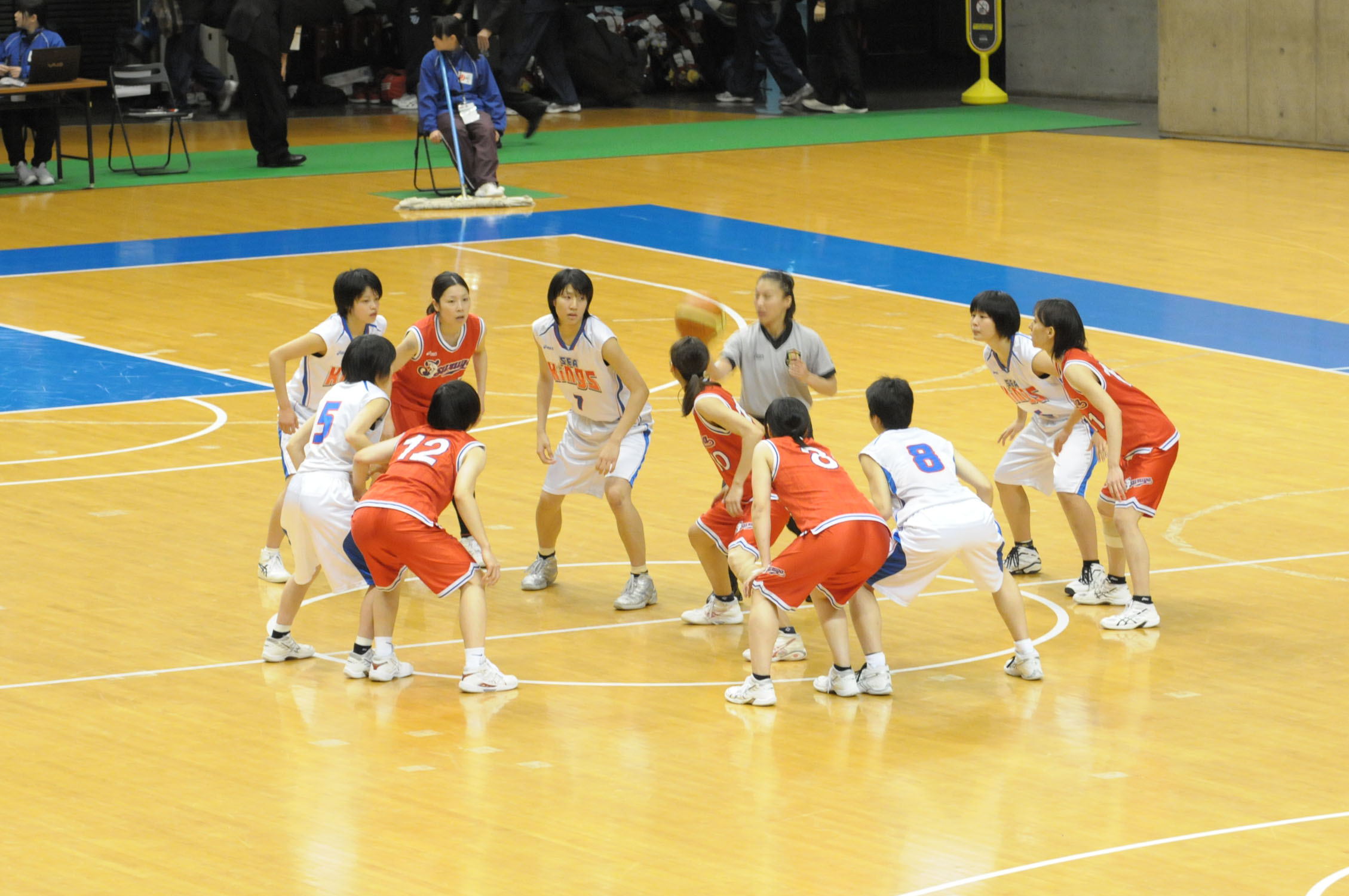
2回戦、金沢総合高対鶴屋百貨店

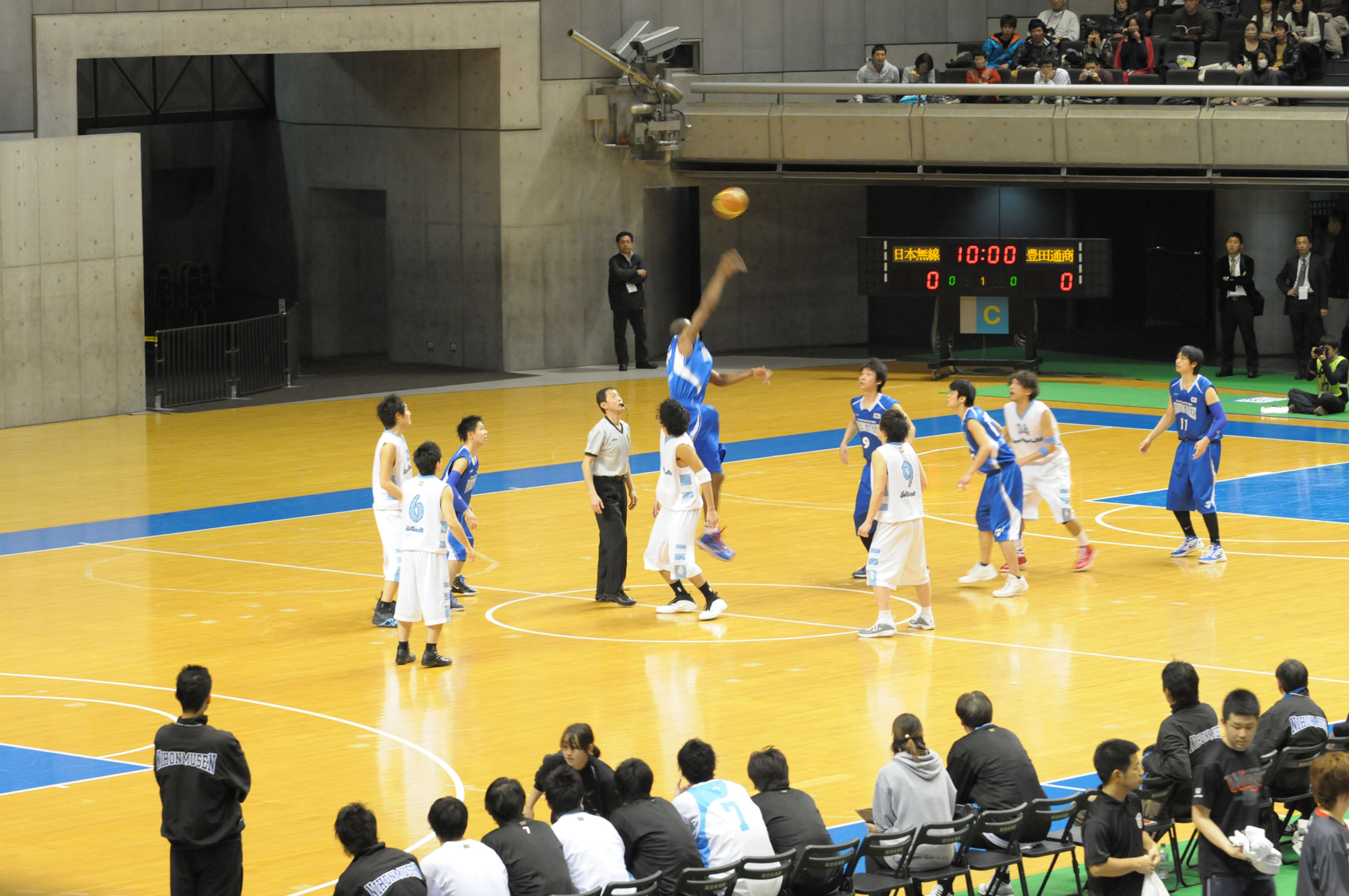
2回戦、日本無線対豊田通商

「東日本大震災」被災地復興支援 第87回天皇杯・第78回皇后杯 全日本総合バスケットボール選手権大会（ひがしにほんだいしんさいひさいちふっこうしえん だい87かいてんのうはい・だい78かいこうごうはい ぜんにほんそうごう―せんしゅけんたいかい）は、2012年1月1日から9日まで国立代々木競技場第一・第二体育館と東京体育館で開催された全日本総合バスケットボール選手権大会である。
男子はトヨタ自動車アルバルクが5大会ぶり2度目の優勝を果たし、アイシンシーホースの連覇は4でストップ。女子はJXサンフラワーズが4大会連続17回目の優勝、準優勝のデンソーアイリスは初の決勝進出。

## 出場チーム

### 男子
JBL
- トヨタ自動車アルバルク（1位）
- 日立サンロッカーズ（3位）
- リンク栃木ブレックス（5位）
- レバンガ北海道（7位）

- アイシンシーホース（2位）
- パナソニックトライアンズ（4位）
- 三菱電機ダイヤモンドドルフィンズ（6位）
- 東芝ブレイブサンダース（8位）

JBL2
- 豊田通商ファイティングイーグルス（1位）
- レノヴァ鹿児島（3位）

- アイシン・エィ・ダブリュ アレイオンズ安城（2位）

bjリーグ
- 千葉ジェッツ

学生
- 青山学院大学（1位）
- 天理大学（3位）
- 日本大学（5位）
- 早稲田大学（7位）

- 東海大学（2位）
- 拓殖大学（4位）
- 大東文化大学（6位）
- 中央大学（8位）

社会人
- 日本無線（1位）

- 三井住友銀行（2位）

高校
- 延岡学園高等学校

地方ブロック
- 宮田自動車（北海道）
- JR東日本秋田（東北）
- 大塚商会（関東）
- 北陸高校（北信越）
- ホシザキ（東海）

- 京都産業大学（近畿）
- ツースリー（中国）
- 愛媛教員クラブ（四国）
- 九州電力（九州）

### 女子
WJBL
- JXサンフラワーズ（Wリーグ1位）
- デンソーアイリス（Wリーグ3位）
- シャンソン化粧品シャンソンVマジック（Wリーグ5位）
- 新潟アルビレックスBBラビッツ（Wリーグ7位）
- トヨタ紡織サンシャインラビッツ（WIリーグ1位）
- エバラヴィッキーズ（WIリーグ3位）

- トヨタ自動車アンテロープス（Wリーグ2位）
- 富士通レッドウェーブ（Wリーグ4位）
- 三菱電機コアラーズ（Wリーグ6位）
- アイシン・エィ・ダブリュ ウィングス（Wリーグ8位）
- 日立ハイテク クーガーズ（WIリーグ2位）
- ビッグブルー東京（WIリーグ4位）

学生
- 早稲田大学（1位）
- 筑波大学（3位）
- 拓殖大学（5位）
- 山形大学（7位）

- 大阪人間科学大学（2位）
- 愛知学泉大学（4位）
- 東北学院大学（6位）
- 白鷗大学（8位）

社会人
- 秋田銀行（1位）

- 山形銀行（2位）

高校
- 金沢総合高校

地方ブロック
- 札幌大学（北海道）
- 仙台大学（東北）
- 松蔭大学（関東）
- ULTIMATES（北信越）
- LOWS（東海）

- 立命館大学（近畿）
- 環太平洋大学（中国）
- 今治オレンジブロッサム（四国）
- 鶴屋百貨店（九州）

## 試合結果

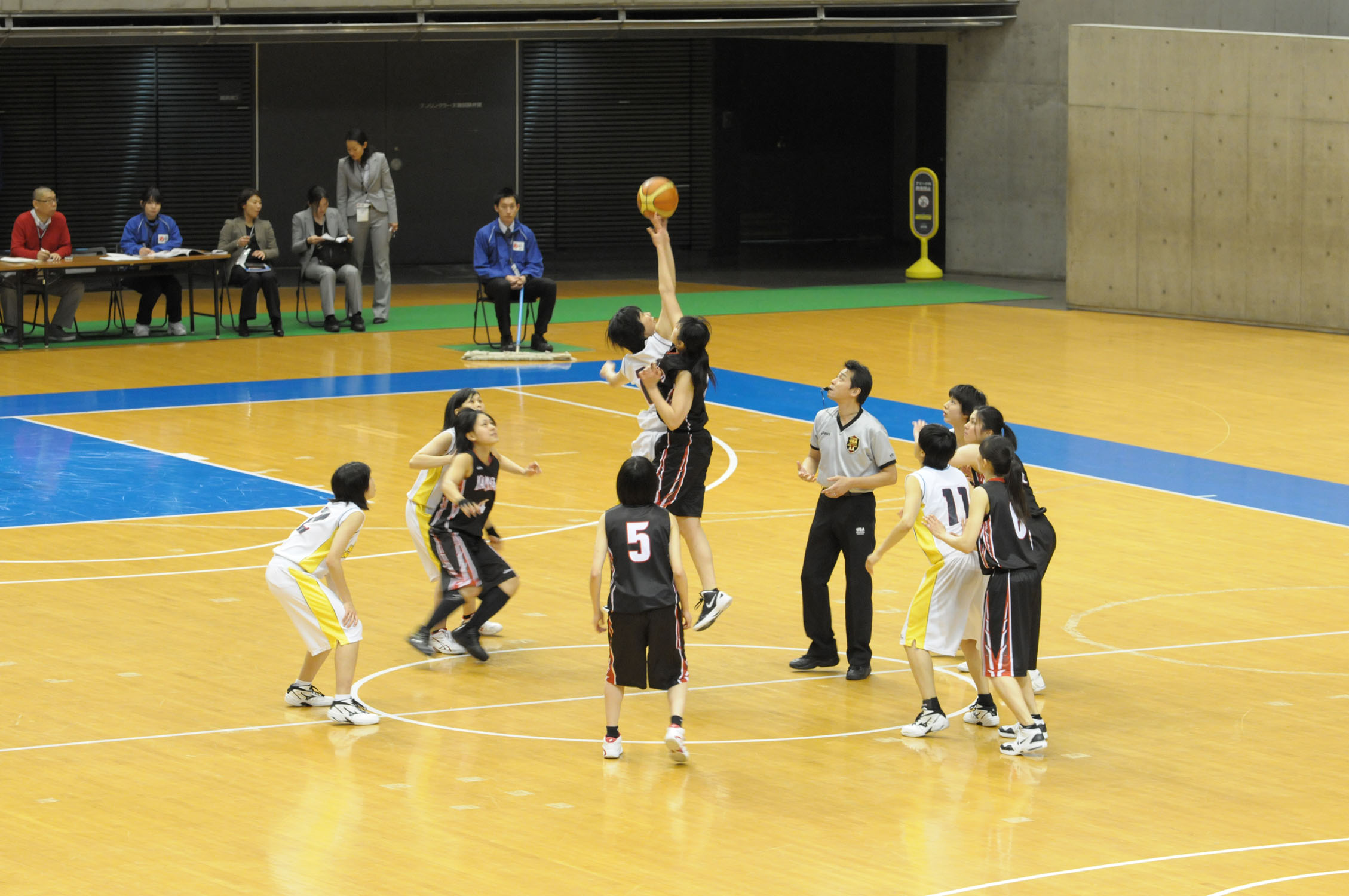
2回戦、大阪人間科学大対山形大

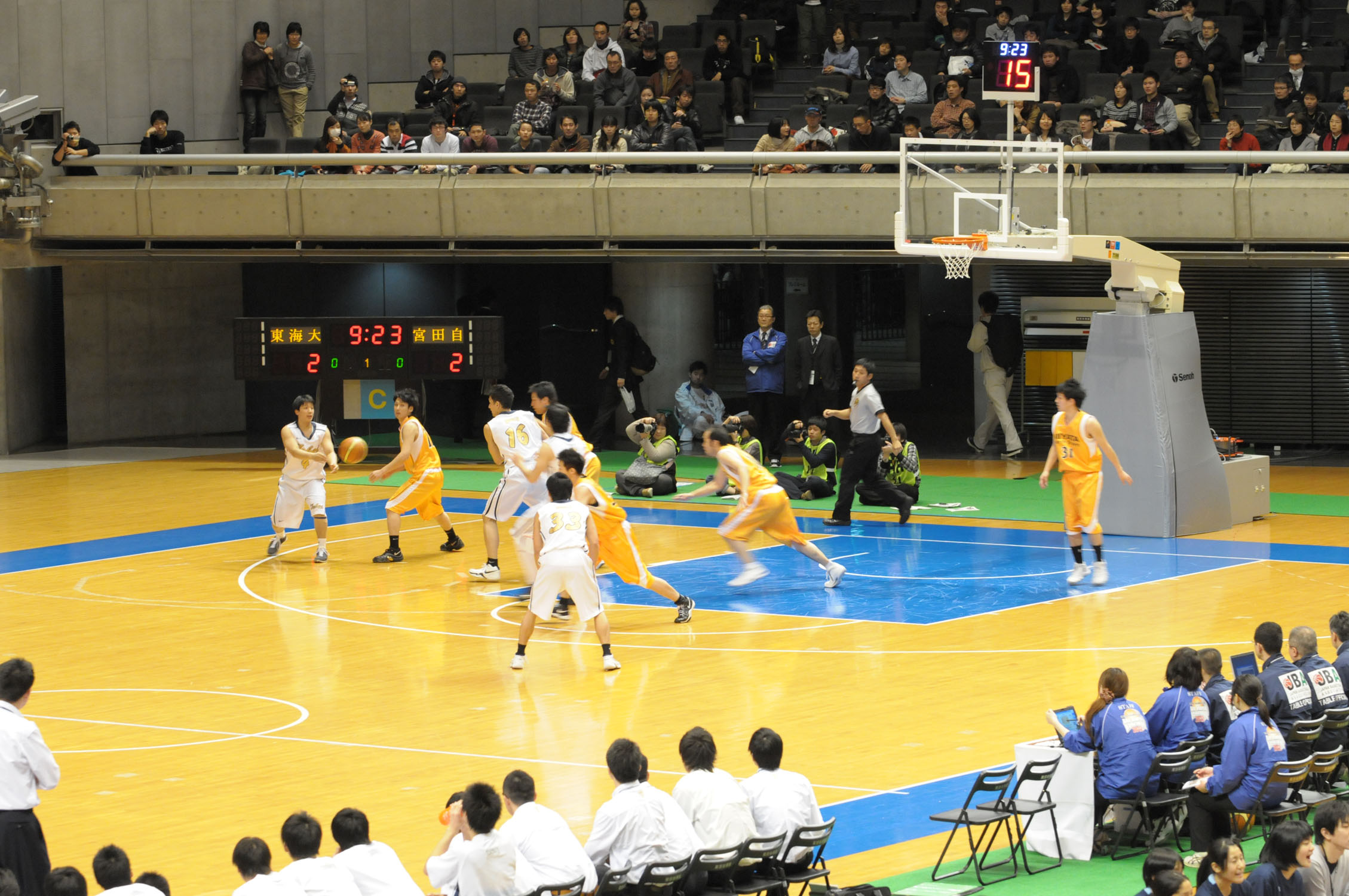
2回戦、東海大対宮田自動車

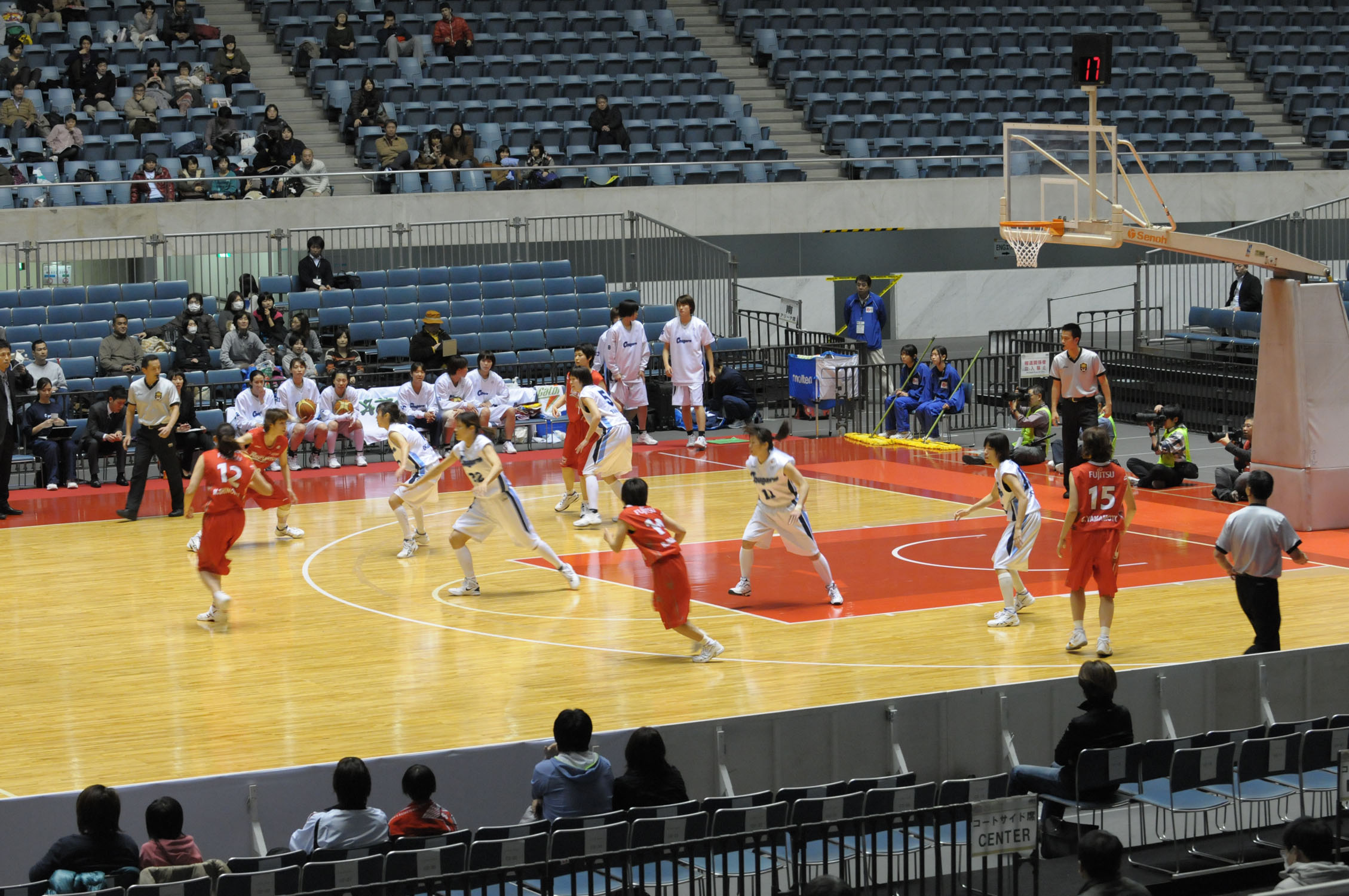
3回戦、日立ハイテク対富士通

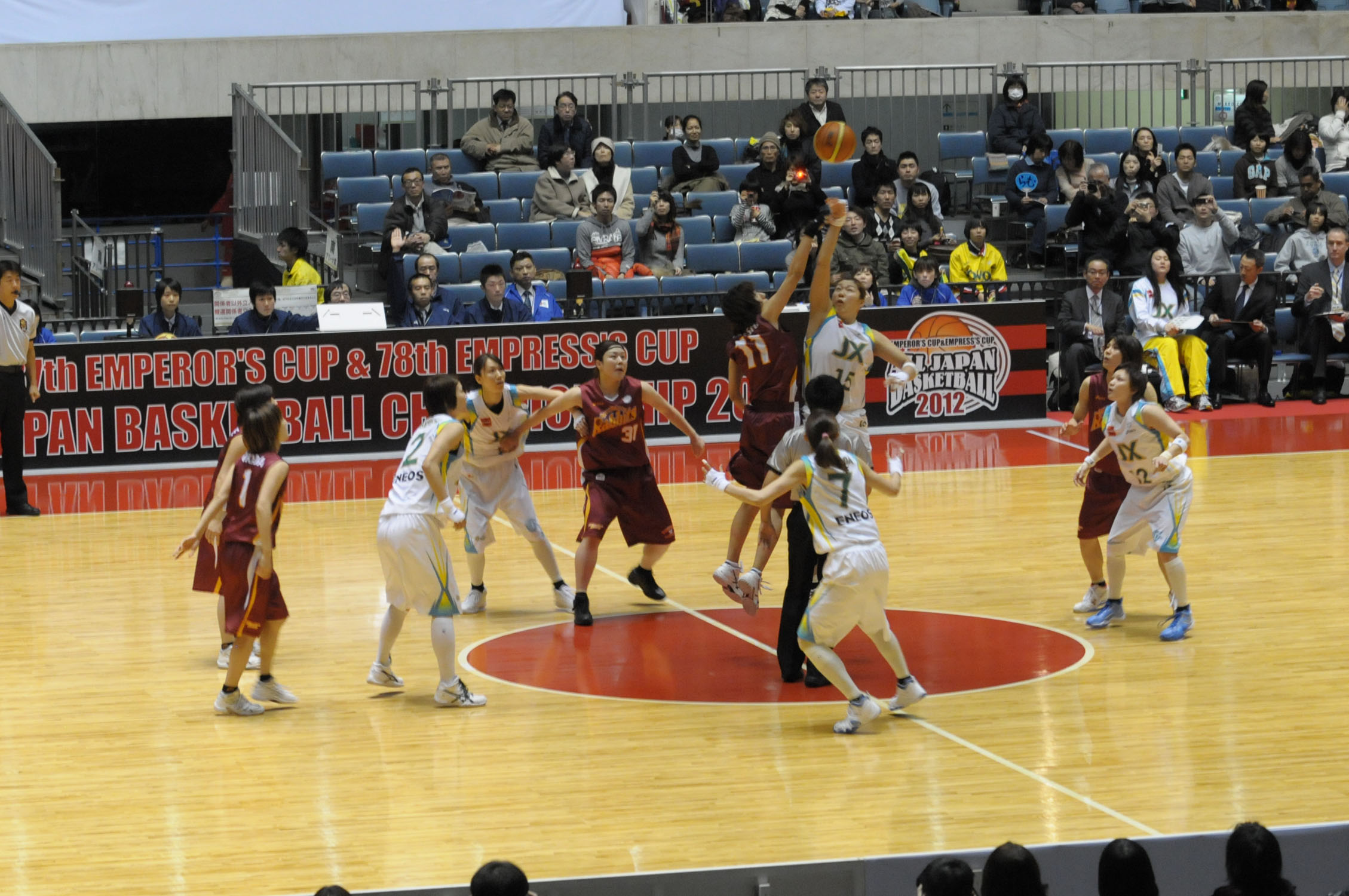
3回戦、JX対トヨタ紡織

- A～D：東京体育館A～Dコート
- Y1：代々木第一体育館
- Y2：代々木第二体育館

### 男子
1回戦
| 日時      | C                               | D                                 |
| --------- | ------------------------------- | --------------------------------- |
| 1日14：00 | ホシザキ 65 -54 JR東日本秋田    | ツースリー 74 -73 早稲田大        |
| 1日15：40 | 愛媛教員クラブ 73 - 82 日本無線 | 大塚商会 93 - 106(OT) 中央大      |
| 1日17：20 | 北陸高 68 - 74 宮田自動車       | 京都産業大 75 - 80 大東文化大     |
| 1日19：00 | 三井住友銀行 54 - 71 九州電力   | レノヴァ鹿児島 85 - 67 延岡学園高 |

2回戦
| 日時      | C                             | D                               |
| --------- | ----------------------------- | ------------------------------- |
| 2日12：00 | 青山学院大学 98 - 65 ホシザキ | ツースリー 68 - 99 千葉ジェッツ |
| 2日13：40 | 日本無線 70 - 100 豊田通商    | 天理大 76 - 73 中央大           |
| 2日15：20 | 東海大 96 - 67 宮田自動車     | 大東文化大 58 - 64 アイシンAW   |
| 2日17：00 | 九州電力 83 - 68 日本大       | 拓殖大 108 - 96 レノヴァ鹿児島  |

3回戦
| 日時      | Y1                             | Y2                           |
| --------- | ------------------------------ | ---------------------------- |
| 4日13：00 | 青山学院大 68 - 85 アイシン    | 北海道 97 - 59 千葉ジェッツ  |
| 4日15：00 | 天理大 62 - 62 三菱電機        | 日立 90 - 56 豊田通商        |
| 4日17：00 | トヨタ自動車 102 - 48 九州電力 | 拓殖大 70 - 103 東芝         |
| 4日19：00 | リンク栃木 106 - 59 アイシンAW | 東海大 62 - 100 パナソニック |

準々決勝
| 日時      | Y1                              |
| --------- | ------------------------------- |
| 6日13：00 | 日立 80 - 60 三菱電機           |
| 6日15：00 | 北海道 62 - 79 アイシン         |
| 6日17：00 | リンク栃木 83 - 89 パナソニック |
| 6日19：00 | トヨタ自動車 81 - 58 東芝       |

準決勝
| 日時      | Y1                                |
| --------- | --------------------------------- |
| 7日17：00 | 日立 57 - 65 アイシン             |
| 7日19：00 | トヨタ自動車 86 - 67 パナソニック |

決勝
| 日時      | Y1                            |
| --------- | ----------------------------- |
| 9日14：00 | トヨタ自動車 69 - 65 アイシン |

### 女子
1回戦
| 日時      | A                                   | B                                        |
| --------- | ----------------------------------- | ---------------------------------------- |
| 1日14：00 | 東北学院大 84 - 71 ビッグブルー東京 | 今治オレンジブロッサム 50 - 104 山形銀行 |
| 1日15：40 | 仙台大 44 - 117 鶴屋百貨店          | 白鷗大学 63 - 64 LOWS                    |
| 1日17：20 | 環太平洋大 62 - 61 松蔭大           | 愛知学泉大 89 - 51 ULTIMATES             |
| 1日19：00 | 札幌大 49 - 85 山形大               | 拓殖大 77 - 56 立命館大                  |

2回戦
| 日時      | A                             | B                               |
| --------- | ----------------------------- | ------------------------------- |
| 2日12：00 | 東北学院大学 45 - 70 エバラ   | 早稲田大 68 - 72 山形銀行       |
| 2日13：40 | 金沢総合高 88 - 74 鶴屋百貨店 | LOWS 52 - 94 アイシンAW         |
| 2日15：20 | 環太平洋大 68 - 71 筑波代     | 日立ハイテク 97 - 62 愛知学泉大 |
| 2日17：00 | 大阪人間科学大 68 - 67 山形大 | 拓殖大 73 - 74 トヨタ紡織       |

3回戦
| 日時      | Y1                          | Y2                          |
| --------- | --------------------------- | --------------------------- |
| 3日13：00 | 山形大 48 - 74 トヨタ自動車 | 三菱電機 81 - 58 エバラ     |
| 3日15：00 | デンソー 83 - 69 アイシンAW | 金沢総合高 69 - 50 秋田銀行 |
| 3日17：00 | 日立ハイテク 56 - 86 富士通 | シャンソン 82 - 55 筑波大   |
| 3日19：00 | JX 106 - 66 トヨタ紡織      | 大阪人間科学大 66 - 54 新潟 |

準々決勝
| 日時      | Y1                            |
| --------- | ----------------------------- |
| 5日13：00 | 三菱電機 52 - 71 トヨタ自動車 |
| 5日15：00 | デンソー 86 - 62 金沢総合高   |
| 5日17：00 | シャンソン 70 - 69 富士通     |
| 5日19：00 | JX 110 - 62 大阪人間科学大    |

準決勝
| 日時      | Y1                            |
| --------- | ----------------------------- |
| 7日13：00 | JX 68 - 41 シャンソン         |
| 7日15：10 | デンソー 72 - 67 トヨタ自動車 |

決勝
| 日時      | Y1                  |
| --------- | ------------------- |
| 8日14：00 | JX 78 - 52 デンソー |

## 大会ベスト5
男子
- 竹内公輔（トヨタ№21・4年連続5回目）
- リッチー・フィリップ（トヨタ№31・初受賞）
- 伊藤大司（トヨタ№35・初受賞）
- 柏木真介（アイシン№3・2年ぶり5回目）
- 桜木ジェイアール（アイシン№32・2年連続4回目）

女子
- 大神雄子（JX№1・8年連続8回目）
- 吉田亜沙美（JX№12・3年連続3回目）
- 渡嘉敷来夢（JX№10・2年連続2回目）
- 髙田真希（デンソー№8・初受賞）
- 矢野良子（トヨタ№12・3年ぶり5回目）

## 備考
- 2010年の国際ルール改正に伴い、今年度から改正コートでの試合が行われた。1・2回戦は審判2人制、3回戦以降は3人制。
- bjリーグ所属チームの参加は今回が初。
- 女子のベスト8に高校チームが49年ぶり、大学チームが8年ぶりに入った。